# Gaston Julia
Gaston Maurice Julia (n. Sidi-bel-Abbès, Algeria, 3 februarie 1893 – d. 19 martie 1978, Paris, Franța) a fost un matematician francez, specialist în funcții de o variabilă complexă. Rezultatele sale obținut între 1917-1918 în domeniul iterațiilor fracțiilor raționale (obținute simultan și de Pierre Fatou) au fost readuse în atenție de Benoît Mandelbrot. Fractalii lui Julia și ai lui Mandelbrot sunt noțiuni apropiate.

## Biografie
În 1911, el a fost admis simultan la École polytechnique și la École normale supérieure, alegând să studieze la cea de-a doua. În 1914, a fost mobilizat ca sublocotenent de infanterie în armata franceză și a luptat în Primul Război Mondial. El a fost grav rănit la față în ianuarie 1915 și și-a pierdut nasul. A suferit apoi mai multe operații și toată viața a purtat o mască de piele peste față. S-a căsătorit cu una dintre infirmierele sale Marianne Chausson (fiica compozitorului Ernest Chausson).
În timpul războiului și după rănire a lucrat la o teză de algebră, după care s-a hotărât să concureze pentru Marele Premiu de Științe Matematice din 1918, privind iterațiile fracțiilor raționale. Fatou, care obținuse rezultate importante în această teorie, nu a mai concurat. Julia a participat cu un articol de 199 de pagini scris în Journal de Mathématiques Pures et Appliquées și intitulat „Mémoire sur l'itération des fonctions rationnelles” descria iterațiile unei funcții raționale și i-a adus Marele Premiu.
În 1919, revine ca asistent la École polytechnique, la cursul de analiză al lui Jacques Hadamard. Acolo devine apoi lector, devenind profesor de geometrie în 1937, post pe care l-a ocupat până la pensionarea sa în 1965. A fost și profesor la Sorbona. A fost ales membru al Academiei Franceze de Științe în 1934.
În ciuda renumelui câștigat cu ocazia premiului din 1918, Julia a rămas uitat până când Benoît Mandelbrot l-a menționat în lucrările sale din anii 1970. Motorul de căutare Google l-a menționat, apoi, pe pagina sa, drept inițiator al unui domeniu matematic din care face parte algoritmul PageRank.
1. 1 2  Gaston Maurice Julia, Encyclopædia Britannica Online, accesat în 9 octombrie 2017
2. 1 2  Gaston Julia, Brockhaus Enzyklopädie, accesat în 9 octombrie 2017
3. 1 2  MacTutor History of Mathematics archive, accesat în 22 august 2017
4. 1 2  Archives de Paris
5. 1 2 3 4 5 6 7 8  MacTutor History of Mathematics archive
6. ↑  Czech National Authority Database, accesat în 1 martie 2022
7. ↑  Autoritatea BnF, accesat în 10 octombrie 2015
8. ↑  CONOR.SI[*] Verificați valoarea |titlelink= (ajutor)
9. 1 2 3  Persée, p. 169
10. ↑  Persée, p. 169-170
11. 1 2 3 4 5 6  Persée, p. 170
12. ↑  www.pas.va
13. ↑  Genealogia matematicienilor, accesat în 8 august 2016
14. 1 2  Genealogia matematicienilor, accesat în 13 august 2018
15. ↑  Genealogia matematicienilor